# Platygaster ramachandrai
Platygaster ramachandrai är en stekelart som först beskrevs av Rao 1950.  Platygaster ramachandrai ingår i släktet Platygaster och familjen gallmyggesteklar. Inga underarter finns listade i Catalogue of Life.